# فرودگاه استیجاری مرکز شهر ادرمور
فرودگاه عملیاتی آردمور داونتاون (به انگلیسی: Ardmore Downtown Executive Airport) یک فرودگاه همگانی بهره‌برداری هوایی با کد یاتا AHD است که یک باند فرود آسفالت دارد و طول باند آن ۱۵۲۴ متر است. این فرودگاه در کشور ایالات متحده آمریکا قرار دارد و در ارتفاع ۲۵۷ متری از سطح دریا واقع شده‌است.